# Чумбуридзе, Георгий Окропирович
Георгий Окропирович Чумбуридзе (груз. გიორგი ოქროპირის ძე ჭუმბურიძე; 1912, Зестафонский район — 24 апреля 1986) — советский футболист защитник; тренер. Мастер спорта СССР (1938).
Играл за тбилисские клубы ЗИИ (1935), «Локомотив» Тбилиси (1936, 1939, 1946), «Динамо» (1937—1938), ДКА (1945). В 1941 году в составе «Спартака» Харьков провёл четыре матча в незавершенном чемпионате СССР.
Финалист Кубка СССР 1937.
Работал старшим тренером в командах «Спартак» Нальчик (1952, 1960), «Локомотив» Кутаиси (1957), «Металлург» Тырныауз (1961, КФК), «Дила» Гори (1966).